# Леслі Говард
Леслі Говард (англ. Leslie Howard, уроджений Леслі Говард Штайнер, 3 квітня 1893 — 1 червня 1943) — британський актор кіно та театру, продюсер та режисер. Був популярним у 1930-х роках. Лауреат премії «Кубок Вольпі» за найкращу чоловічу роль Венеційського кінофестивалю (1938). Найбільш відомі такі фільми за участю Говарда: «Берклі-сквер» (1933), «Червоний первоцвіт» (1934), «Пігмаліон» (1938). Сучасному поколінню відомий завдяки виконанню ролі Ешлі Вілкса у фільмі «Звіяні вітром» (1939).

## Фільмографія
- 1931 — Вільна душа / A Free Soul — Дуайт Вінтроп
- 1933 — Секрети / Secrets — Джон Карлтон
- 1933 — Берклі-сквер / Berkeley Square — Пітер Стендіш
- 1934 — Тягар пристрастей людських / Of Human Bondage — Філіп Кері
- 1936 — Ромео і Джульєтта / Romeo and Juliet — Ромео
- 1939 — Інтермецо / Intermezzo — Голґер Брандт
- 1939 — Звіяні вітром / Gone with the Wind — Ешлі Вілкс